# 反ファシスト運動 (ドイツ)
反ファシスト運動（はんファシストうんどう、ドイツ語: Antifaschistische Aktion、略称：Antifa、アンティファ）は、1932年から1933年にかけてドイツに存在した反ファシスト組織。

## 概要
反ファシスト運動(Antifa)はドイツ共産党(KPD)の関連組織として、1932年から1933年まで存在した。
反ファシスト運動は1932年7月ドイツ国会選挙の期間中はドイツ共産党の選挙活動を主な活動とし、ドイツ共産党は反ファシスト運動を「唯一の反ファシズム党、KPDの指導の下での赤い統一戦線」と表現した。忠実なスターリン主義者である エルンスト・テールマンに指導されるドイツ共産党は、ファシズムを特定の運動やグループとしてではなく、主に資本主義の最終形態であるとみなし、他の全ての政党にこの用語を適用した。また既に1928年にコミンテルン第6回大会で採用されていた「社会ファシズム論」にもとづき、「資本独裁の主要な柱」とみなした中道左派のドイツ社会民主党(SPD)を攻撃することに焦点を当てた。
当時は共産党側の上述の「社会ファシズム論」、社会民主党(SPD)側の「ブルジョワ民主主義＝小さな害悪論」（ブルジョウ民主主義よりファシズムと共産主義の害悪が大きいとする）により、両者の共同行動は困難であったが、反ファシスト運動(Antifa)は両党、特に下部党員を中心に行われた。これは後の1935年にコミンテルンが社会ファシズム論を自己批判して人民戦線戦術に転換するより前の事であった。しかし結局はほとんど共産党の同調者のみが結集する運動で終わり、やがて雲散霧消した。
1933年のナチ党の権力掌握、特にドイツ国会議事堂放火事件直後の共産主義者や社会主義者の逮捕およびナチス党以外の政党禁止により、反ファシスト運動(Antifa)も禁止され、一部は非合法の地下活動を継続した。

## 影響
第二次世界大戦終結後、この歴史的な組織は新しいグループやネットワークに影響を与えてANTIFA運動としてより広く知られるようになり、その多くは略称である「Antifa」やロゴの修正版を使用するなど、その美学を使用している。冷戦の期間中、反ファシスト運動(Antifa)は西ドイツと東ドイツのそれぞれの遺産となった。東ドイツではAntifaはドイツ共産党の歴史や遺産の一部であり、それらの後継者が指導政党のドイツ社会主義統一党とみなされた。また西ドイツでは、その美学と名称は1970年代以降に毛沢東主義者や、後にオートノミストによって受容された。

## ギャラリー

反ファシスト運動(Antifa)のロゴ
反ファシスト運動(Antifa)のポスター「我々に参加せよ」(1932年)。
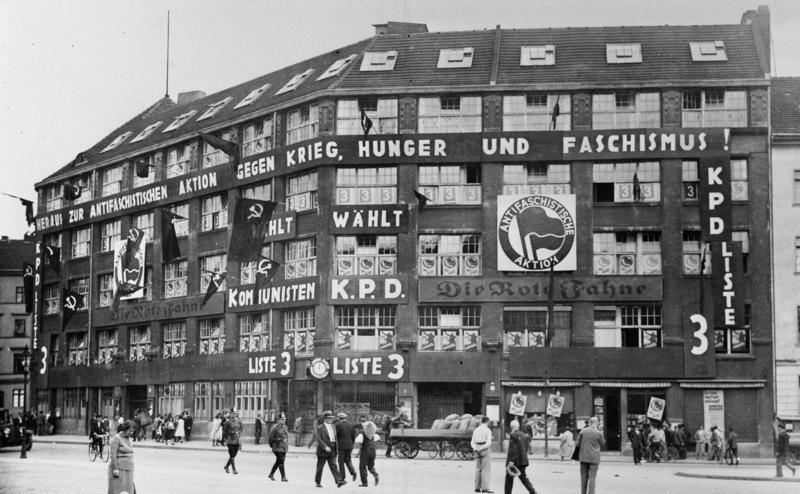
1926年から1933年にドイツ共産党本部であったリープクネヒト館の正面に掲げられた反ファシズム運動(ANTIFA)のロゴと「反ファシズム、反戦、飢餓とファシズム」などの文字。
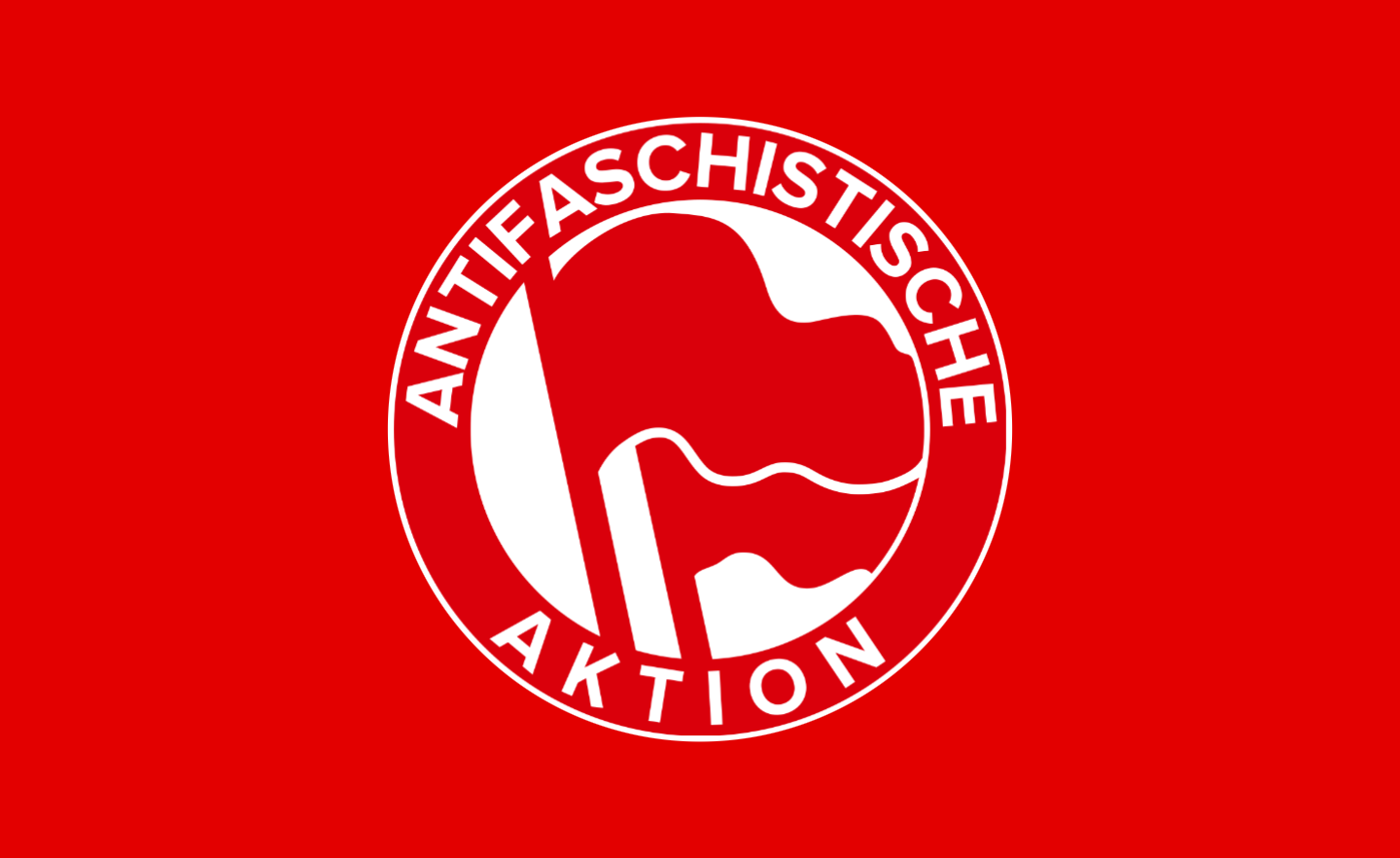
反ファシズム運動の旗。1932年から1933年まで使われた。